# Langston, Oklahoma
Langston är en ort i Logan County i Oklahoma. Orten fick sitt namn efter politikern John Mercer Langston och är säte för Langston University. Langston hade 1 724 invånare enligt 2010 års folkräkning.